# Манојло Комнин (син Андроника I)
Манојло Комнин (грчки: Μανουηλ Κομνηνος; 1145–1185?) је био најстарији син византијског цара Андроника Комнина (1183-1185) и отац Давида и Алексија, оснивача Трапезунтског царства. 

## Биографија
Рођен је око 1145. године као син Андроника Комнина и његове прве супруге, чије име није забележено у историјским изворима. Око 1180. године Манојло се оженио Русуданом Грузијском, ћерком грузијског краља Ђорђа III из династије Багратиони. Тако је Манојло постао зет чувене грузијске краљице Тамаре. Манојло и Русудан су имали двојицу синова, Алексија и Давида Комнина, који су након пада Цариграда основали Трапезунтско царство. Алексије је рођен око 1182. године. Давид се морао родити негде око 1184. године. Када је Андроник свргнут и убијен септембра 1185. године, Манојло је ослепљен. Могуће је да је умро од последица ослепљења. У сваком случају, у историјским изворима се надаље не помиње. 